# Championnat de France de rink hockey 2018-2019
Navigation
Nationale 1 2017-2018 Nationale 1 2019-2020
Le championnat de France de Nationale 1 2018-2019 est une édition de la plus importante compétition de rink hockey en France.
Organisé sous l'égide de la Fédération française de roller sports, le championnat est composé de douze équipes qui se rencontrent chacune deux fois, sous la forme de matchs aller-retour. Pour les équipes participantes, le championnat est entrecoupé par la coupe de France, ou par des compétitions internationales telles que la coupe CERS ou la Ligue européenne.
Le vainqueur de l'édition précédente est HC Quévert qui s'adjuge alors son dixième titre. En début de saison, il rencontre le SCRA Saint-Omer, vainqueur de la Coupe de France 2018 afin de disputer la première édition non officielle de la Supercoupe de France. Saint-Omer remporte cette supercoupe, ainsi que la coupe 2019 plus tard dans la saison.
À l'issue du championnat, trois équipes se distingue en creusant un fossé avec le reste des équipes du championnat. Il y a 20 points d'écart entre l'US Coutras, quatrième du championnat et LV La Roche-sur-Yon qui est à la troisième place. Saint-Omer ne parvient pas à réaliser le doublé coupe-championnat et doit se contenter d'une seconde place. La première place revient pour la seconde année consécutive à Quévert. Il s'agit de son douzième podium consécutif et du onzième titre du club dans cette compétition.

## Protagonistes

### Clubs engagés
| \| Nantes Poiré-sur-Vie Coutras Noisy-le-Grand La Roche-sur-Yon Lyon Mérignac Ergué-Gabéric Ploufragan Quévert Créhen Saint-Omer \| Localisation des clubs engagés dans le championnat. |
| Nantes Poiré-sur-Vie Coutras Noisy-le-Grand La Roche-sur-Yon Lyon Mérignac Ergué-Gabéric Ploufragan Quévert Créhen Saint-Omer                                                           |

Les dix premiers du championnat de Nationale 1 2017-2018 et les deux premières équipes du championnat de Nationale 2 de 2017-2018 participent à la compétition. Les deux dernières équipes de Nationale 1 de 2017-2018 sont reléguées en Nationale 2.
Cependant, la saison est marquée par un renoncement. Le club de Plonéour-Lanvern termine la saison précédente de Nationale 1 à la 9e place. Bien que le club soit alors qualifié pour participer à la saison suivante, le conseil d'administration du club vote à l'unanimité de renoncer à poursuivre en Nationale 1. Cela est notamment dû à la déstabilisation de l'effectif marqué par de trop nombreux départs au regard du nombre de joueurs qui devrait être recruté pour face à une nouvelle saison. 
Le club de Créhen en terminant à la onzième place de la saison de Nationale 1 précédente est la première équipe relégable. Elle bénéficie alors du repêchage pour pouvoir rester une seconde année en Élite.
La seconde place obtenue par Ergué-Gabéric lors de la saison précédent de Nationale 2 lui permet de retrouver le plus haut-niveau après l'avoir quitté il y a quatre ans à l'issue de la saison 2014-2015.
| Club                | Classement 2017-2018 | Entraîneur             | Salle(s)                                               |
| ------------------- | -------------------- | ---------------------- | ------------------------------------------------------ |
| HC Quévert          | 1er                  | Sergio Burgoa          | Salle Némée, Dinan                                     |
| SCRA Saint-Omer     | 2e                   | Fabien Savreux         | Salle du Brockus, Saint-Omer                           |
| SA Mérignac         | 3e                   | Stéphane Hérin         | Roller Stadium, Mérignac                               |
| CS Noisy-le-Grand   | 4e                   | Anthony Weber          | Gymnase des Yvris, Noisy-le-Grand                      |
| Nantes ARH          | 5e                   | Gaëtan Guillomet       | Salle du Croissant, Nantes                             |
| US Coutras          | 6e                   | Nicolas Huguet         | Patinoire Milou Ducourtioux, Coutras                   |
| LV La Roche-sur-Yon | 7e                   | Miquel Sanchez Sevilla | Salle de l'Angelmière, La Roche-sur-Yon                |
| SPRS Ploufragan     | 8e                   | Jean-François Morin    | Salle Glénan, Ploufragan                               |
| AL Plonéour-Lanvern | 9e                   |                        | Salle Omnisports de Plonéour-Lanvern, Plonéour-Lanvern |
| RHC Lyon            | 10e                  | Bruno Fananas          | Halle de roller-skating de la Duchère, Lyon            |
| Poiré Roller        | 1er Nationale 2      | Marc Salicru           | Salle de la Montparière, Poiré-sur-Vie                 |
| AL Ergué-Gabéric    | 2e Nationale 2       | Sébastien Cotten       | Complexe Sportif de Croas-Spern, Ergué-Gabéric         |
| PA Créhen           | 11e                  | Frédérick Bouyer       | Complexe sportif Louis Hamon, Créhen                   |

## Pré-saison

### Transferts
La période règlementaire des transferts en France, s’étend du 2 juin 2018 au 30 juin 2018.
La nouvelle saison est marquée par certains arrêts. Corentin Turluer met sa carrière à Quévert entre parenthèses. Rui Cova choisi de quitter l'Élite de Ploufragan pour redescendre d'un niveau dans le club de Saint-Brieuc, tandis que Charles Meslay et Antoine Bardoula ne participent pas à l’accession de Créhen.
Les transferts entre club français sont nombreux. La Vendéenne fait main basse pour la première fois de son histoire sur des joueurs portugais. Il s'agit de Marcos Pinto et Duarte Delgado qui évolue l'année précédent à Plonéour-Lanvern. Le club breton quittant la Nationale 1, le gardien Luis Miguel Mateus s'en va pour Noisy. A contrario, c'est deux joueurs que Noisy perd au profit de Saint-Omer : Anthony Da Costa et Fabien Barengo. Le Poiré pour son accession au plus haut niveau se renforce en recrutant Alex Martinez, le joueur espagnol de Nantes. De même Créhen perd, Daniel Fernandez et Felipe Castro, qui vont tous les deux rejoindre les rangs de Quévert. Créhen perd également Erwan Morvan en échange Kévin Delbos avec le club de Quintin. L'argentin Federico Bocchi quitte le club de Ploufragan pour rejoindre Coutras. Le club de Mérignac se renforce avec l'arrivée de joueurs avec Gaëtan Rauscher de Gazinet-Cestas, et Matéo Avondo de Lyon.
D’autres joueurs, évoluant en France lors de la saison précédente, décident de concourir dans un championnat étranger. Tel est le cas pour Edu Leitão qui s'envole pour le Portugal au Valença HC. Keven Correia, le gardien de Noisy-le-Grand le rejoint dans ce même club. Quant à lui, son homologue nantais et gardien international Baptiste Bonneau part pour Cerdanyola en Espagne et Antoine Le Berre joue pour le CH Lloret au lieu de Mérignac. Son coéquipier en équipe de France, Rémi Herman choisit quant à lui le Portugal avec Viana. Le club espagnol de Vendrell parvient à arracher Emanuel Necchi de Coutras. Tandis que Josep Hernández après une année à la Vendéenne retourne en Espagne au sein du SHUM Maçanet. Saint-Omer est contraint de se séparer de Xavier Lourenço qui s'en va renforcer le club portugais du HC Os Tigres. Les deux gardiens de Quévert quittent l'hexagone, Valentin Grimalt pour Lodi en Italie et Genis Renou s'en va pour la Catalogne.
Certains clubs parviennent à recruter des joueurs évoluant à l'étranger. Le Poiré obtient ainsi son nouveau meneur, Carlos Lopez Alvarez, qui jouait à Asturhockey en Espagne. C'est dans ce même pays, à Alcoy, que Mérignac trouve son bonheur par l'intermédiaire de Carlos Cantó et que Quévert obtient la signature d'Albert Mola venant de Lleida. Lyon fait coup double en transférant deux joueurs de Vilanova, David Paris et Nil Garreta. Toujours du côté espagnol, c'est Edgar Peralta Taboada qui vient renforcer le club de Ploufragan. Le club de la Roche-sur-Yon est allé chercher jusqu'en Argentine deux nouvelles recrues, le gardien Roberto Soria, qui a déjà réalisé un passage dans le championnat français, et Facundo Almiñana. Créhen est parvenu à un double recrutement avec Juan Tamborindeguy de Banco Mendoza et Vicent Marti Grandia d'Alcoy.

### Préparations et objectifs
Le club de Saint-Omer reprend les entrainements dès le 15 août afin de préparer la « super coupe de France » face au HC Quévert. Il s'agit d'un match, non officiel, opposant les vainqueurs du championnat et de la coupe de la saison précédente. Le HC Quévert s'annonce en tant qu'équipe dominatrice pour la saison. L'équipe veut réaliser le triplé, championnat, coupe et supercoupe. Cet objectif est rapidement contrarié, l'équipe s'inclinant face à Saint-Omer lors de la supercoupe disputée avant le début de la saison au mois de septembre 2018. Le club nordiste remporte le match aller à domicile (6-3) ainsi que le match retour (4-3) en terre bretonne. L'objectif d'obtenir trois trophées est encore possible pour Saint-Omer seulement.
En retrait par rapport aux autres équipes, Yves-Marie Donval annonce que l'objectif de Ploufragan est de se maintenir au plus haut-niveau à la fin de la saison,. Néanmoins, le club de Ploufragan organise, comme chaque année, un tournoi de préparation qui intervient le 15 et 16 septembre 2018. Ergué-Gabéric, juste promu, a le même objectif que Ploufragan en voulant éviter de redescendre immédiatement.
Le Poirée Roller, second club promu cette saison, a réalisé de bonnes prestations lors de ses matchs de préparation en remportant trois de ses quatre match contre Noisy-le-Grand, Coutras et la Vendéenne. Nantes est la seule équipe à arracher l'égalité face aux Vendéens.
Par l'intermédiaire de sa nouvelle présidente, le club de la Vendéenne en retrait la saison dernière souhaite obtenir l'une des trois premières places du championnat et atteindre les demi-finales de la coupe de France.
Le club de Coutras souhaite quant à lui parvenir à renouveler son expérience européenne, en obtenant une place qualificative pour la coupe d'Europe.

## Saison

### Résumés des rencontres par journée

#### 1rejournée
Lors de la première journée du championnat, Quévert qui veut faire oublier sa déconvenue en super-coupe de France affronte Nantes. L'entame de rencontre est difficile  pour les deux équipes mais tourne à l'avantage des Bretons. Le match est émaillé de coups francs, penalties et cartons. Les Nantais ne parvenant pas à concrétiser de nombreuses actions obtenues, ils doivent s'incliner face à leurs hôtes.
Le juste vainqueur de la première Supercoupe de France, Saint-Omer, entame le championnat par un déplacement au Poiré-sur-Vie. Bien que venant de gagner deux rencontres face au tenant du titre, les Nordistes se méfient des Vendéens. Cela se confirme puisque les locaux prennent deux buts d'avance, avant de finalement s'incliner notamment par le doublé de Mantinan.

#### 3ejournée
Après avoir connu une défaite à l'extérieur, Quévert veut se rattraper à domicile face à La Vendéenne. Le champion de France privé de deux de ses joueurs, le match s'annonce équilibré. Les Bretons, par Anthony Le Roux, prennent l'avantage dès la première mi-temps. Avantage que les Vendéens ne parviennent pas à remonter lors d'une seconde période ne proposant pas de construction dans le jeu,.
Lors de son déplacement à Lyon, Créhen dont le collectif commence à prendre forme doit faire attention à ne pas commettre trop de fautes. Les Bretons surprenant leurs adversaires ouvrent le score rapidement, mais la démobilisation de l'effectif permet aux Lyonnais de prendre l'avantage à la pause. Créhen parvient à égaliser à trois partout, mais perd par la suite en encaissant trois buts,.
Bien que le déplacement de Saint-Omer s'annonce difficile, l'effectif n'attend que la victoire à Coutras. L'entame de rencontre est serrée à deux reprises Saint-Omer marque mais l'équipe de Coutras parvient à égaliser. Même si le gardien coutrillon parvient à arrêter trois penalties, cela n'empêche pas Jacobo Mantinan de réaliser un doublé en fin de match donnant à Saint-Omer une troisième victoire.
Ploufragan se déplace sur le terrain du promu du Poiré-sur-Vie, seule équipe à n'avoir connu que la défaite jusqu'alors. À égalité à la pause, le Poiré n'est mené que d'un but dans les dernières minutes de la rencontre. Le choix de remplacer leur gardien pour un cinquième joueur de champs ne paye pas. Ploufragan en profite pour marquer dans le but vide, leur permettant de remonter dans le milieu du classement. 

#### 5ejournée
Créhen qui n'a pas encore marqué le moindre point de la saison se rend à Nantes, septième du classement, qui vient juste d'être défait par La Vendéenne. Les Nantais prennent rapidement l'avantage avec un doublé rapide de Benoit Loger. Le retour de Créhen par V. Hervé permet au club de prendre l'avantage pour la première fois en fin de match. Mais un dernier but des locaux aboutit au partage des points.
L'unique duel breton de la journée oppose Quévert à Ergué-Gabéric. Le premier vise de remonter en tête de classement, tandis que le second souhaite sortir de la zone de relégation. La domination quévertoise jouant à domicile, leur permet de prendre très facilement les rênes de la partie. S'imposant avec facilité, Quévert se permet de faire tourner son effectif en seconde période.
Mérignac accueille une équipe ploufraganaise déjà trois fois victorieuse depuis le début de saison, mais qui se déplace sans ses nouvelles recrues. La rencontre est très serrée. Alors que les Bretons sont revenus au score, ils ne parviennent pas à conclure un pénalty et un coup franc direct face au solide gardien Loïc Chibois. Ce manque de réussite permet aux Mérignacais de s'offrir la victoire sur un tir de Lesca,.

#### 6ejournée
Tout oppose les deux équipes vendéennes du championnat. Le Poiré-sur-Vie, juste promu, stagne en fin de classement, tandis que la Vendéenne, grand habitué, tient sa seconde place. Les Genôts surprennent d'entrée de jeu, en prenant l'avantage et en gardant deux longueurs d'avance à la pause. Mais N. Gefflot avec son triplé permet à la Roche-sur-Yon de reprendre la tête et de remporter le match.
Après avoir remporté leur premier point à Nantes, Créhen reçoit Noisy-le-Grand. Les Bretons, guidés par F. Bouyer, réalisent une bonne performance en première mi-temps en menant par trois buts contre un. Le haussement de jeu de Noisy en seconde période ainsi que des occasions manquées par Créhen, conduit à un retournement de situation donnant la victoire aux Franciliens par le plus faible des écarts.
Ergué-Gabéric, qui accumule les égalités depuis le début du championnat, attend toujours sa première victoire. Le club breton accueille leur hôte de Nantes qui vient d'être tenu en échec par Créhen. Créhen lance les hostilités, avant que Nantes égalise et prend de l'avance en moins d'une minute. Créhen remarque deux fois et pense tenir la victoire, mais Marc Baldris égalise à une seconde du terme de la rencontre.
Les deux participants à la Supercoupe de France se réunissent à Saint-Omer. Il s'agit de l'un des matchs les plus attendus entre les grands favoris pour le titre 2019. Quévert redoute la nouvelle piste audomaroise qu'il estime lente et fatigante. Malgré le triplé de T. Sero, dont un doublé dans un intervalle de 6 secondes, Saint-Omer conserve son invincibilité à domicile en s'imposant par quatre buts à trois.
Ploufragan se méfie de l'excellent gardien lyonnais et de son effectif de cinq à six joueurs. A domicile et ayant récupérer son joueur catalan, les Ploufraganais s'attendent à un match compliqué. Cela se confirme sur le terrain, aucune équipe ne parvenant à se détacher. Mais à 33 secondes du coup de sifflet final, Edgar Peralta Taboada donne la victoire à Ploufragan en inscrivant un but évitant le partage du score.

#### 7ejournée
Revigoré par leur victoire en Coupe de France, Créhen s'attaque à une équipe vendéenne située en haut de classement. Créhen fait bonne figure. La Vendéenne toujours en tête au score ne parvient cependant jamais à distancer les Bretons. La rencontre s'accélère dans la dernière minute durant laquelle Créhen jouant sans gardien encaisse deux buts, mais parvient à marquer un but sur coup-franc.
Ergué-Gabéric, également victorieux en coupe, se déplace en région parisienne face à une équipe de Noisy solidement accroché au haut-niveau. Noisy-le-Grand n'a pas laissé le moindre doute quant à l'issue de la partie. Deux buts en première mi-temps et deux en seconde permet aux Noiséens sixième du classement d'engranger les trois points de la victoire, face aux attaquants d'Ergué restés muets.

### Tableau synthétique des résultats
| Résultats (dom.\ext.)                                      | USC | PAC | ALEG | LV  | RHC | SAM  | NARH | CSNG | SPRS | HCQ  | PR  | SCRA |
| US Coutras                                                 |     | 3-3 | 8-5  | 6-7 | 3-1 | 6-1  | 1-3  | 3-5  | 6-5  | 2-3  | 5-3 | 3-4  |
| PA Créhen                                                  | 1-5 |     | 3-8  | 2-4 | 3-1 | 3-4  | 5-3  | 3-4  | 4-4  | 1-5  | 4-2 | 3-4  |
| AL Ergué-Gabéric                                           | 1-1 | 3-2 |      | 3-9 | 2-2 | 3-2  | 3-3  | 5-3  | 3-4  | 2-10 | 1-4 | 3-4  |
| LV La Roche-sur-Yon                                        | 5-3 | 5-3 | 10-4 |     | 4-3 | 2-4  | 3-2  | 2-0  | 2-3  | 3-2  | 5-3 | 8-5  |
| RHC Lyon                                                   | 2-4 | 6-3 | 5-5  | 4-6 |     | 5-3  | 3-5  | 4-2  | 6-2  | 3-4  | 4-3 | 1-3  |
| SA Mérignac                                                | 4-1 | 7-2 | 4-4  | 3-3 | 2-4 |      | 0-2  | 5-4  | 2-1  | 0-5  | 4-7 | 3-3  |
| Nantes ARH                                                 | 5-7 | 5-5 | 6-2  | 2-5 | 5-3 | 6-10 |      | 3-3  | 5-3  | 2-5  | 8-3 | 3-2  |
| CS Noisy-le-Grand                                          | 4-7 | 8-3 | 4-0  | 2-5 | 2-3 | 4-5  | 4-6  |      | 3-5  | 6-5  | 2-2 | 1-5  |
| SPRS Ploufragan                                            | 4-3 | 3-1 | 4-1  | 5-7 | 5-4 | 5-4  | 5-4  | 4-6  |      | 0-6  | 4-6 | 1-1  |
| HC Quévert                                                 | 5-3 | 5-3 | 8-4  | 3-0 | 5-4 | 5-3  | 4-1  | 6-1  | 5-4  |      | 6-5 | 6-4  |
| Poiré Roller                                               | 2-3 | 8-5 | 6-3  | 2-4 | 5-2 | 7-4  | 4-4  | 5-6  | 3-5  | 2-3  |     | 2-4  |
| SCRA Saint-Omer                                            | 4-1 | 6-3 | 9-1  | 3-2 | 7-4 | 4-1  | 4-2  | 11-2 | 7-2  | 4-3  | 6-2 |      |
| - Victoire à domicile - Match nul - Victoire à l'extérieur |     |     |      |     |     |      |      |      |      |      |     |      |

### Classement de la saison
| Rang | Équipe              | Pts | J  | G  | N | P  | Bp  | Bc  | Diff |
| ---- | ------------------- | --- | -- | -- | - | -- | --- | --- | ---- |
| 1    | HC Quévert T        | 57  | 22 | 19 | 0 | 3  | 111 | 57  | +54  |
| 2    | SCRA Saint-Omer S,C | 53  | 22 | 17 | 2 | 3  | 103 | 56  | +47  |
| 3    | LV La Roche-sur-Yon | 52  | 22 | 17 | 1 | 4  | 101 | 67  | +34  |
| 4    | US Coutras          | 32  | 22 | 10 | 2 | 10 | 90  | 80  | +10  |
| 5    | SPRS Ploufragan     | 32  | 22 | 10 | 2 | 10 | 78  | 89  | -11  |
| 6    | Nantes ARH          | 31  | 22 | 9  | 4 | 9  | 85  | 84  | +1   |
| 7    | SA Mérignac         | 27  | 22 | 8  | 3 | 11 | 75  | 86  | -11  |
| 8    | RHC Lyon            | 23  | 22 | 7  | 2 | 13 | 77  | 91  | -14  |
| 9    | Poiré Roller P      | 23  | 22 | 7  | 2 | 13 | 86  | 92  | -6   |
| 10   | CS Noisy-le-Grand   | 23  | 22 | 7  | 2 | 13 | 76  | 97  | -21  |
| 11   | AL Ergué-Gabéric P  | 17  | 22 | 4  | 5 | 13 | 65  | 111 | -46  |
| 12   | PA Créhen Rp        | 12  | 22 | 3  | 3 | 16 | 65  | 103 | -38  |

|   | Champion et qualification en Ligue européenne |
|   | Qualification en Ligue européenne             |
|   | Qualification en Coupe CERS                   |
|   | Relégation en Nationale 2                     |
| T | Tenant du titre                               |
| P | Promu                                         |
| C | Vainqueur de la Coupe de France 2019          |
| S | Vainqueur de la Supercoupe de France 2018     |
| R | Équipe repêchée en fin de saison précédente   |

Pour le pied du podium, deux équipes se retrouvent à égalité avec 52 points : Ploufragan et Coutras. Ces équipes ne parviennent pas à se départager selon le classement individuel, car elles ont toutes les deux remporté leur match à domicile. Le départage ne se fait pas non plus sur la différence de but, puisque les deux équipes ont gagné leur confrontation d'un unique but. Il faut alors observer la différence de but général qui est en faveur de Coutras (+10 buts) au détriment de Ploufragan (-11 buts).
En fin de classement, les équipes de Lyon, du Poiré-sur-Vie et de Noisy-le-Grand terminent à égalité avec chacune 23 points au classement général. Cependant selon le classement particulier, Lyon l'emporte sur ces adversaires directes avec trois victoires et une défaite (9 points), contre deux victoires pour le Poiré-sur-Vie et une égalité (7 points), et aucune victoire pour Noisy-le-Grand mais avec une égalité et trois défaites (1 point).
Le club d'Ergué-Gabéric n'est pas parvenu à se maintenir en première division. A peine le club est promu, aussitôt celui-ci est relégué. néanmoins, l'ambition est de réussir à retrouver le plus haut niveau pour la saison 2020-21.
| Clubs \ Journées    | 1  | 2  | 3  | 4  | 5  | 6  | 7  | 8  | 9  | 10 | 11 | 12 | 13 | 14 | 15 | 16 | 17 | 18 | 19 | 20 | 21 | 22 |
| ------------------- | -- | -- | -- | -- | -- | -- | -- | -- | -- | -- | -- | -- | -- | -- | -- | -- | -- | -- | -- | -- | -- | -- |
| US Coutras          | 5  | 9  | 9  | 10 | 8  | 5  | 7  | 8  | 5  | 6  | 8  | 5  | 5  | 5  | 4  | 4  | 4  | 4  | 4  | 4  | 4  | 4  |
| PA Créhen           | 5  | 10 | 11 | 11 | 11 | 11 | 12 | 10 | 12 | 12 | 12 | 12 | 12 | 12 | 12 | 11 | 11 | 12 | 12 | 12 | 12 | 12 |
| AL Ergué-Gabéric    | 11 | 11 | 10 | 9  | 10 | 10 | 10 | 12 | 11 | 11 | 11 | 11 | 11 | 11 | 11 | 12 | 12 | 11 | 11 | 11 | 11 | 11 |
| RHC Lyon            | 3  | 6  | 3  | 5  | 5  | 8  | 9  | 6  | 7  | 8  | 9  | 8  | 9  | 10 | 8  | 8  | 8  | 9  | 9  | 8  | 9  | 8  |
| SA Mérignac         | 5  | 2  | 5  | 8  | 6  | 7  | 8  | 9  | 9  | 7  | 5  | 6  | 6  | 6  | 6  | 6  | 6  | 6  | 6  | 7  | 7  | 7  |
| Nantes ARH          | 11 | 5  | 6  | 7  | 7  | 9  | 6  | 7  | 8  | 10 | 7  | 9  | 8  | 9  | 10 | 10 | 9  | 10 | 7  | 6  | 6  | 6  |
| CS Noisy-le-Grand   | 9  | 7  | 7  | 6  | 9  | 6  | 5  | 5  | 6  | 5  | 6  | 7  | 7  | 8  | 7  | 7  | 7  | 7  | 10 | 9  | 10 | 10 |
| SPRS Ploufragan     | 1  | 8  | 4  | 3  | 4  | 3  | 4  | 4  | 4  | 4  | 4  | 4  | 4  | 4  | 5  | 5  | 5  | 5  | 5  | 5  | 5  | 5  |
| Poiré Roller        | 9  | 12 | 12 | 12 | 12 | 12 | 11 | 11 | 10 | 9  | 10 | 10 | 10 | 7  | 9  | 9  | 10 | 8  | 8  | 10 | 8  | 9  |
| HC Quévert          | 1  | 4  | 2  | 2  | 3  | 4  | 3  | 3  | 3  | 3  | 3  | 2  | 1  | 1  | 1  | 1  | 1  | 1  | 2  | 1  | 1  | 1  |
| LV La Roche-sur-Yon | 5  | 2  | 8  | 4  | 2  | 2  | 2  | 2  | 1  | 1  | 1  | 3  | 3  | 3  | 2  | 2  | 2  | 2  | 1  | 2  | 3  | 3  |
| SCRA Saint-Omer     | 3  | 1  | 1  | 1  | 1  | 1  | 1  | 1  | 2  | 2  | 2  | 1  | 2  | 2  | 3  | 3  | 3  | 3  | 3  | 3  | 2  | 2  |

### Meilleurs buteurs
Mateo Avondo termine meilleur buteur.
| Pl. | Nom              | Club            | Buts |
| --- | ---------------- | --------------- | ---- |
| 1   | Mateo Avondo     | SA Mérignac     | 39   |
| 2   | Toni Sero Gine   | HC Quévert      | 37   |
| 3   | Erwan Debrouver  | La Vendéenne    | 30   |
| 4   | Ricardo Valverde | Poiré Roller    | 28   |
| -   | Jacobo Mantinan  | SCRA Saint-Omer | 28   |
| 6   | Romain Planque   | SPRS Ploufragan | 27   |
| 7   | Federico Bocchi  | US Coutras      | 26   |
| 8   | Marc Povedano    | US Coutras      | 24   |
| -   | Thomas Bouchet   | Nantes ARH      | 24   |
| -   | Nathan Gefflot   | La Vendéenne    | 24   |

### Note
1. ↑  Date de la dernière journée du championnat de Nationale 1 de la saison 2017-2018.

### Feuilles de match
Les feuilles de match sont issues du site officiel de la Fédération française de roller et skateboard : ffroller.fr. 
1. ↑  Rapport 42195 du 29/09/2018 : Quévert - Nantes
2. ↑  Rapport 42196 du 29/09/2018 : Lyon - Noisy-le-Grand
3. ↑  Rapport 42197 du 29/09/2018 : Mérignac - La Roche-sur-Yon
4. ↑  Rapport 42198 du 29/09/2018 : Coutras - Créhen
5. ↑  Rapport 42199 du 29/09/2018 : Ploufragan - Ergué-Gabéric
6. ↑  Rapport 42200 du 29/09/2018 : Poiré-sur-Vie - Saint-Omer
7. ↑  Rapport 42201 du 06/10/2018 : Nantes - Poiré-sur-Vie
8. ↑  Rapport 42202 du 06/10/2018 : Noisy-le-Grand - Quévert
9. ↑  Rapport 42203 du 06/10/2018 : La Roche-sur-Yon - Lyon
10. ↑  Rapport 42204 du 06/10/2018 : Créhen - Mérignac
11. ↑  Rapport 42205 du 06/10/2018 : Ergué-Gabéric - Coutras
12. ↑  Rapport 42206 du 06/10/2018 : Saint-Omer - Ploufragan
13. ↑  Rapport 42207 du 13/10/2018 : Nantes - Noisy-le-Grand
14. ↑  Rapport 42208 du 13/10/2018 : Quévert - La Roche-sur-Yon
15. ↑  Rapport 42209 du 13/10/2018 : Lyon - Créhen
16. ↑  Rapport 42210 du 13/10/2018 : Mérignac - Ergué-Gabéric
17. ↑  Rapport 42211 du 13/10/2018 : Coutras - Saint-Omer
18. ↑  Rapport 42212 du 13/10/2018 : Poiré-sur-Vie - Ploufragan
19. ↑  Rapport 42213 du 27/10/2018 : Noisy-le-Grand - Poiré-sur-Vie
20. ↑  Rapport 42214 du 27/10/2018 : La Roche-sur-Yon - Nantes
21. ↑  Rapport 42215 du 27/10/2018 : Quévert - Créhen
22. ↑  Rapport 42216 du 27/10/2018 : Ergué-Gabéric - Lyon
23. ↑  Rapport 42217 du 27/10/2018 : Saint-Omer - Mérignac
24. ↑  Rapport 42218 du 27/10/2018 : Ploufragan - Coutras
25. ↑  Rapport 42219 du 03/11/2018 : Noisy-le-Grand - La Roche-sur-Yon
26. ↑  Rapport 42220 du 03/11/2018 : Nantes - Créhen
27. ↑  Rapport 42221 du 03/11/2018 : Quévert - Ergué-Gabéric
28. ↑  Rapport 42222 du 03/11/2018 : Lyon - Saint-Omer
29. ↑  Rapport 42223 du 03/11/2018 : Mérignac - Ploufragan
30. ↑  Rapport 42224 du 03/11/2018 : Poiré-sur-Vie - Coutras
31. ↑  Rapport 42225 du 10/11/2018 : La Roche-sur-Yon - Poiré-sur-Vie
32. ↑  Rapport 42226 du 10/11/2018 : Créhen - Noisy-le-Grand
33. ↑  Rapport 42227 du 10/11/2018 : Ergué-Gabéric - Nantes
34. ↑  Rapport 42228 du 10/11/2018 : Saint-Omer - Quévert
35. ↑  Rapport 42229 du 10/11/2018 : Ploufragan - Lyon
36. ↑  Rapport 42230 du 10/11/2018 : Coutras - Mérignac
37. ↑  Rapport 42231 du 24/11/2018 : La Roche-sur-Yon - Créhen
38. ↑  Rapport 42232 du 24/11/2018 : Noisy-le-Grand - Ergué-Gabéric
39. ↑  Rapport 42233 du 24/11/2018 : Nantes - Saint-Omer
40. ↑  Rapport 42234 du 24/11/2018 : Quévert - Ploufragan
41. ↑  Rapport 42235 du 26/01/2019 : Lyon - Coutras
42. ↑  Rapport 42236 du 24/11/2018 : Poiré-sur-Vie - Mérignac
43. ↑  Rapport 42237 du 08/12/2018 : Créhen - Poiré-sur-Vie
44. ↑  Rapport 42238 du 08/12/2018 : Ergué-Gabéric - La Roche-sur-Yon
45. ↑  Rapport 42239 du 08/12/2018 : Saint-Omer - Noisy-le-Grand
46. ↑  Rapport 42240 du 08/12/2018 : Ploufragan - Nantes
47. ↑  Rapport 42241 du 08/12/2018 : Coutras - Quévert
48. ↑  Rapport 42242 du 08/12/2018 : Mérignac - Lyon
49. ↑  Rapport 42243 du 15/12/2018 : Ergué-Gabéric - Créhen
50. ↑  Rapport 42244 du 15/12/2018 : La Roche-sur-Yon - Saint-Omer
51. ↑  Rapport 42245 du 15/12/2018 : Noisy-le-Grand - Ploufragan
52. ↑  Rapport 42246 du 15/12/2018 : Nantes - Coutras
53. ↑  Rapport 42247 du 15/12/2018 : Quévert - Mérignac
54. ↑  Rapport 42248 du 15/12/2018 : Poiré-sur-Vie - Lyon
55. ↑  Rapport 42249 du 05/01/2019 : Ergué-Gabéric - Poiré-sur-Vie
56. ↑  Rapport 42250 du 05/01/2019 : Saint-Omer - Créhen
57. ↑  Rapport 42251 du 05/01/2019 : Ploufragan - La Roche-sur-Yon
58. ↑  Rapport 42252 du 05/01/2019 : Coutras - Noisy-le-Grand
59. ↑  Rapport 42253 du 05/01/2019 : Nantes - Mérignac
60. ↑  Rapport 42254 du 05/01/2019 : Lyon - Quévert
61. ↑  Rapport 42255 du 12/01/2019 : Ergué-Gabéric - Saint-Omer
62. ↑  Rapport 42256 du 12/01/2019 : Créhen - Ploufragan
63. ↑  Rapport 42257 du 12/01/2019 : La Roche-sur-Yon - Coutras
64. ↑  Rapport 42258 du 12/01/2019 : Mérignac - Noisy-le-Grand
65. ↑  Rapport 42259 du 12/01/2019 : Nantes - Lyon
66. ↑  Rapport 42260 du 12/01/2019 : Poiré-sur-Vie - Quévert
67. ↑  Rapport 42261 du 02/02/2019 : Nantes - Quévert
68. ↑  Rapport 42262 du 02/02/2019 : Noisy-le-Grand - Lyon
69. ↑  Rapport 42263 du 02/02/2019 : La Roche-sur-Yon - Mérignac
70. ↑  Rapport 42264 du 02/02/2019 : Créhen - Coutras
71. ↑  Rapport 42265 du 02/02/2019 : Ergué-Gabéric - Ploufragan
72. ↑  Rapport 42266 du 02/02/2019 : Saint-Omer - Poiré-sur-Vie
73. ↑  Rapport 42268 du 23/02/2019 : Poiré-sur-Vie - Nantes
74. ↑  Rapport 42269 du 23/02/2019 : Quévert - Noisy-le-Grand
75. ↑  Rapport 42270 du 23/02/2019 : Lyon - La Roche-sur-Yon
76. ↑  Rapport 42271 du 23/02/2019 : Mérignac - Créhen
77. ↑  Rapport 42272 du 23/02/2019 : Coutras - Ergué-Gabéric
78. ↑  Rapport 42273 du 23/02/2019 : Ploufragan - Saint-Omer
79. ↑  Rapport 42274 du 08/05/2019 : Noisy-le-Grand - Nantes
80. ↑  Rapport 42275 du 08/05/2019 : La Roche-sur-Yon - Quévert
81. ↑  Rapport 42276 du 09/03/2019 : Créhen - Lyon
82. ↑  Rapport 42277 du 09/03/2019 : Ergué-Gabéric - Mérignac
83. ↑  Rapport 42278 du 09/03/2019 : Saint-Omer - Coutras
84. ↑  Rapport 42279 du 09/03/2019 : Ploufragan - Poiré-sur-Vie
85. ↑  Rapport 42280 du 16/03/2019 : Poiré-sur-Vie - Noisy-le-Grand
86. ↑  Rapport 42281 du 16/03/2019 : Nantes - La Roche-sur-Yon
87. ↑  Rapport 42282 du 16/03/2019 : Quévert - Créhen
88. ↑  Rapport 42283 du 16/03/2019 : Lyon - Ergué-Gabéric
89. ↑  Rapport 42284 du 16/03/2019 : Mérignac - Saint-Omer
90. ↑  Rapport 42285 du 16/03/2019 : Coutras - Ploufragan
91. ↑  Rapport 42286 du 30/03/2019 : La Roche-sur-Yon - Noisy-le-Grand
92. ↑  Rapport 42287 du 30/03/2019 : Créhen - Nantes
93. ↑  Rapport 42288 du 30/03/2019 : Ergué-Gabéric - Quévert
94. ↑  Rapport 42289 du 30/03/2019 : Saint-Omer - Lyon
95. ↑  Rapport 42291 du 30/03/2019 : Coutras - Poiré-sur-Vie
96. ↑  Rapport 42290 du 30/03/2019 : Ploufragan - Mérignac
97. ↑  Rapport 42292 du 06/04/2019 : Poiré-sur-Vie - La Roche-sur-Yon
98. ↑  Rapport 42293 du 06/04/2019 : Noisy-le-Grand - Créhen
99. ↑  Rapport 42294 du 06/04/2019 : Nantes - Ergué-Gabéric
100. ↑  Rapport 42295 du 06/04/2019 : Quévert - Saint-Omer
101. ↑  Rapport 42296 du 06/04/2019 : Lyon - Ploufragan
102. ↑  Rapport 42297 du 06/04/2019 : Mérignac - Coutras
103. ↑  Rapport 42298 du 13/04/2019 : Créhen - La Roche-sur-Yon
104. ↑  Rapport 42299 du 13/04/2019 : Ergué-Gabéric - Noisy-le-Grand
105. ↑  Rapport 42300 du 13/04/2019 : Saint-Omer - Nantes
106. ↑  Rapport 42301 du 13/04/2019 : Ploufragan - Quévert
107. ↑  Rapport 42302 du 13/04/2019 : Coutras - Lyon
108. ↑  Rapport 42303 du 13/04/2019 : Mérignac - Poiré-sur-Vie
109. ↑  Rapport 42304 du 27/04/2019 : Poiré-sur-Vie - Créhen
110. ↑  Rapport 42305 du 27/04/2019 : La Roche-sur-Yon - Ergué-Gabéric
111. ↑  Rapport 42306 du 27/04/2019 : Noisy-le-Grand - Saint-Omer
112. ↑  Rapport 42307 du 27/04/2019 : Nantes - Ploufragan
113. ↑  Rapport 42308 du 27/04/2019 : Quévert - Coutras
114. ↑  Rapport 42309 du 27/04/2019 : Lyon - Mérignac
115. ↑  Rapport 42310 du 18/05/2019 : Créhen - Ergué-Gabéric
116. ↑  Rapport 42311 du 18/05/2019 : Saint-Omer - La Roche-sur-Yon
117. ↑  Rapport 42312 du 18/05/2019 : Ploufragan - Noisy-le-Grand
118. ↑  Rapport 42313 du 18/05/2019 : Coutras - Nantes
119. ↑  Rapport 42314 du 18/05/2019 : Mérignac - Quévert
120. ↑  Rapport 42315 du 18/05/2019 : Lyon - Poiré-sur-Vie
121. ↑  Rapport 42316 du 25/05/2019 : Poiré-sur-Vie - Ergué-Gabéric
122. ↑  Rapport 42317 du 25/05/2019 : Créhen - Saint-Omer
123. ↑  Rapport 42318 du 25/05/2019 : La Roche-sur-Yon - Ploufragan
124. ↑  Rapport 42319 du 25/05/2019 : Noisy-le-Grand - Coutras
125. ↑  Rapport 42320 du 25/05/2019 : Mérignac - Nantes
126. ↑  Rapport 42321 du 25/05/2019 : Quévert - Lyon
127. ↑  Rapport 42322 du 01/06/2019 : Saint-Omer - Ergué-Gabéric
128. ↑  Rapport 42323 du 01/06/2019 : Ploufragan - Créhen
129. ↑  Rapport 42324 du 01/06/2019 : Coutras - La Roche-sur-Yon
130. ↑  Rapport 42325 du 01/06/2019 : Noisy-le-Grand - Mérignac
131. ↑  Rapport 42326 du 01/06/2019 : Lyon - Nantes
132. ↑  Rapport 42327 du 01/06/2019 : Quévert - Poiré-sur-Vie

### Règles du jeu
- Fédération française de roller sports, Règlement Sportif du Comité Rink Hockey - Partie I, 2016, 62 p. (lire en ligne)

- Fédération française de roller sports, Règlement Sportif du Comité Rink Hockey - Partie II (1), 2016, 52 p. (lire en ligne)
- Fédération française de roller sports, Règlement Sportif du Comité Rink Hockey - Partie II (2), 2016, 30 p. (lire en ligne)

1. ↑  Règlement Sportif du Comité Rink Hockey 2016 : Article 201 - Mutation - Changement de clubs, p. 2.